# 冶金工人州體育園區
冶金工人州立體育園區（烏克蘭語：Обласний спортивний комплекс "Металіст"），包括冶金工人體育場（Стадіон "Металіст"），是位於烏克蘭哈爾科夫的多功能體育場，可容納40,003人。目前該體育場主要用於足球比賽，是哈爾科夫冶金工人1925足球俱樂部的主場，也是2012年歐洲國家盃比賽場館之一。

## 外部連結
- Google Virtual Tour （页面存档备份，存于）
- Virtual tour of the stadium Metalist
- WebCams （页面存档备份，存于）